# ماسامی تاناکا
ماسامی تاناکا (انگلیسی: Masami Tanaka؛ زادهٔ ۵ ژانویهٔ ۱۹۷۹) ورزشکار ورزش شنا اهل ژاپن است.
وی در مسابقات کشوری و بین‌المللی در مجموع برندهٔ ۷ مدال طلا، ۳ مدال نقره، ۶ مدال برنز شده‌است.